# Magdalena Moshi
Magdalena Ruth Alex Moshi (* 30. November 1990 in Adelaide, Australien) ist eine tansanische Schwimmerin.

## Leben
Magdalena Moshi wurde von ihrer australischen Mutter in Adelaide geboren, wuchs aber bei ihrem Vater in Tansania auf. Im Jahr 2010 kehrte sie als nach Australien zurück, um Medizin zu studieren. Sie ist 169 cm groß bei einem Gewicht von 65 kg.
Im Jahr 2021 wurde ihr nach Schmerzen im Unterbauch bei einer Notoperation ein beinahe vier Kilogramm schweres Myom entfernt.

## Ergebnisse
Bei den Spielen 2008 in Peking war sie mit 17 Jahren die jüngste tansanische Olympiateilnehmerin.

### Persönliche Bestmarken
Ihre persönlichen Bestmarken sind:
| Disziplin      | Zeit        | Bewerb                       | Datum      | Land      |
| -------------- | ----------- | ---------------------------- | ---------- | --------- |
| 50 m Freistil  | 29,44 s     | Olympische Sommerspiele 2016 | 2016-08-12 | Brasilien |
| 100 m Freistil | 1:05,39 min | Weltmeisterschaften 2011     | 2011-07-28 | China     |

### Olympiateilnahmen
Magdalena Moshi startete bei drei Olympischen Spielen:
| Olympische Spiele            | Disziplin      | Zeit        | Rang |
| ---------------------------- | -------------- | ----------- | ---- |
| Olympische Sommerspiele 2008 | 50 m Freistil  | 31,37 s     | 77   |
| Olympische Sommerspiele 2012 | 100 m Freistil | 1:05:80 min | 45   |
| Olympische Sommerspiele 2016 | 50 m Freistil  | 29,44 s     | 68   |

### Weitere Ergebnisse
Weitere Ergebnisse sind:
| Disziplin      | Zeit        | Bewerb                               | Datum      | Rang |
| -------------- | ----------- | ------------------------------------ | ---------- | ---- |
| 50 m Freistil  | 34,92 s     | Australische Meisterschaften 2023    | 2023-04-18 | 27   |
| 100 m Freistil | 1:18,55 min | Südaustralische Meisterschaften 2022 | 2022-01-22 | 3    |
| 50 m Freistil  | 33,44 s     | Südaustralische Meisterschaften 2022 | 2022-01-21 | 2    |
| 100 m Freistil | 1:07,58 min | Commonwealth Games 2014              | 2014-07-24 | 47   |
| 50 m Freistil  | 30,58 s     | Commonwealth Games 2010              | 2010-10-07 | 38   |